# 焼夷剤
焼夷剤（しょういざい、英: Incendiary agent）とは、可燃性物質を発火炎上させることを目的とした薬剤である。
大きく分けて二種類あり、一つは自分自身がガソリンなどの強燃性の物質で出来ていて激しく燃える物で、ナパーム弾や火炎放射器がこれに該当する。もう一つは、触れた物体と化学反応を起こして高温を発することで付着した物体を発火させるタイプである。
後者は実戦では用いられていないが、三フッ化塩素などのガスを噴射して対象物を腐食、炎上させる兵器がドイツで研究されていた。
焼夷剤については、火薬で目標を破壊するような通常兵器と区別する必要はなく、今日では化学兵器に含まれないという見解が有力である。ただし、特定通常兵器使用禁止制限条約の附属議定書によって、民間人や人口密集地に対する使用が制限されている。